# Pfarrkirche Zwingendorf

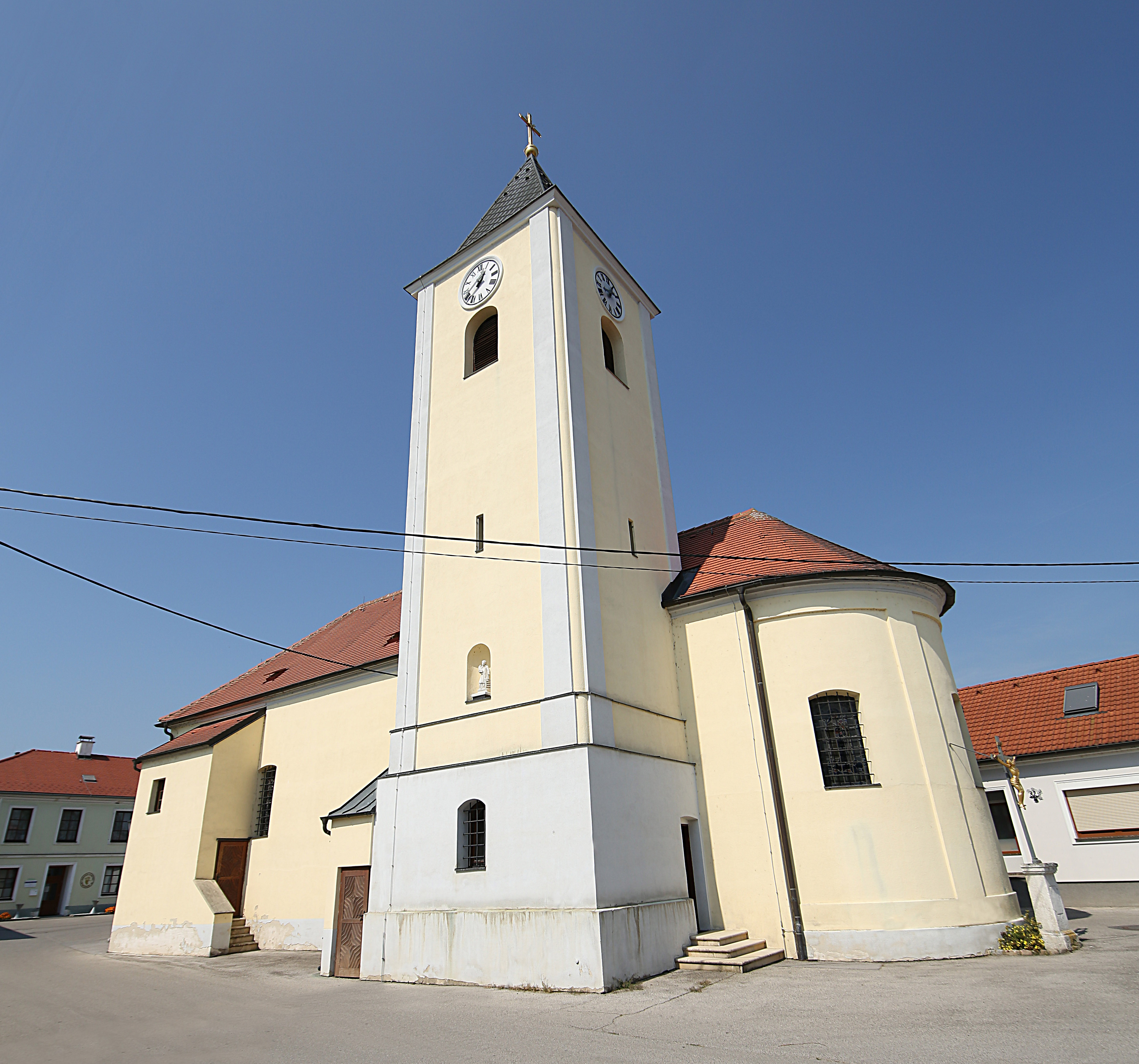
Katholische Pfarrkirche hl. Laurentius in Zwingendorf

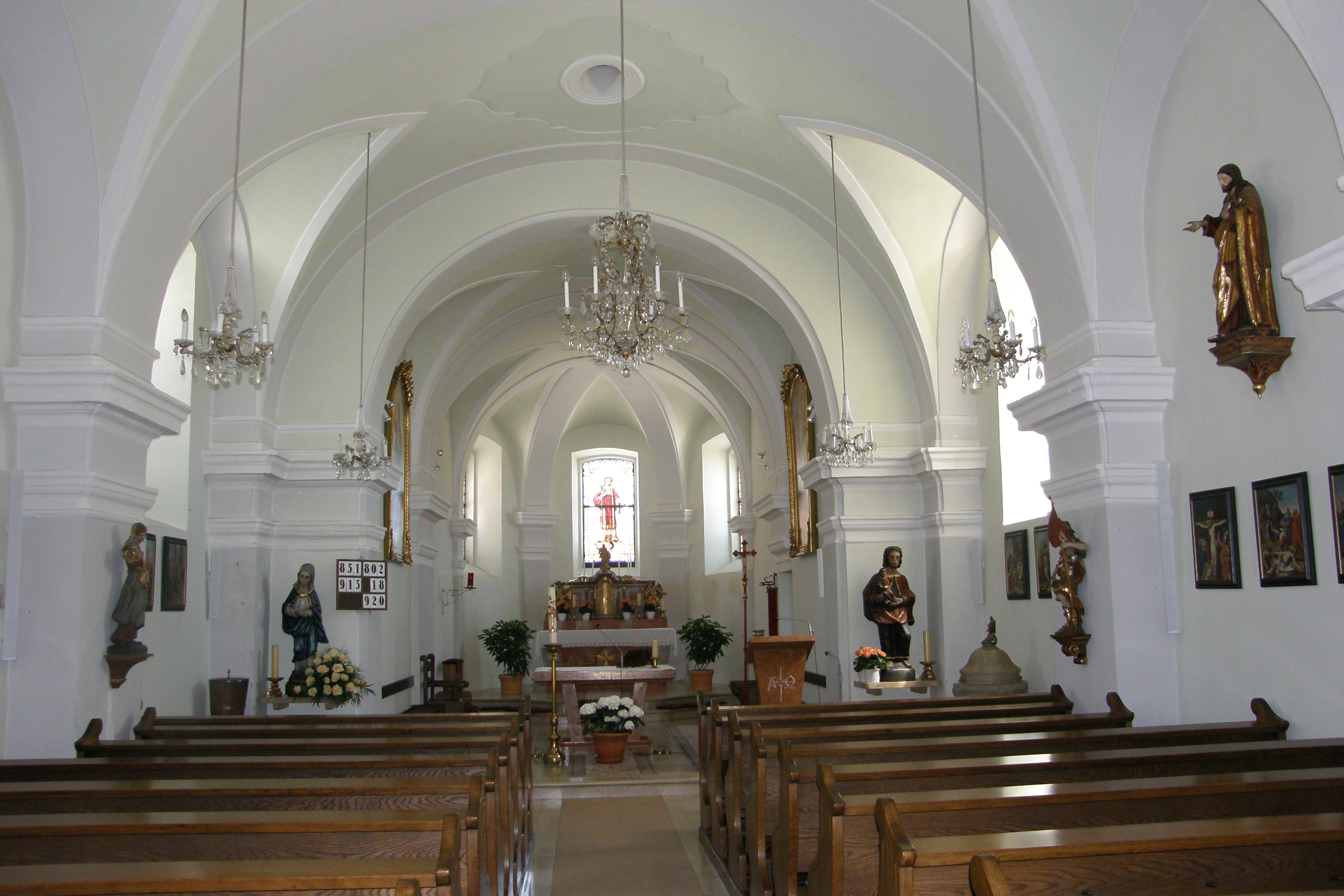
Langhaus, Blick zum Chor

Die römisch-katholische Pfarrkirche Zwingendorf steht auf dem Kirchenplatz der Ortschaft Zwingendorf in der Marktgemeinde Großharras im Bezirk Mistelbach in Niederösterreich. Die dem Patrozinium des hl. Laurentius von Rom unterstellte Pfarrkirche gehört zum Dekanat Laa-Gaubitsch im Vikariat Unter dem Manhartsberg der Erzdiözese Wien. Die Kirche steht unter Denkmalschutz (Listeneintrag).

## Geschichte
Die Pfarre wurde 1784 gegründet.
Unter Einbeziehung des älteren Mauerkerns wurde ein spätbarocker Kirchenbau errichtet und nach einem Brand 1796 umgebaut.

## Architektur
Das Kirchenäußere zeigt ein Langhaus und einen eingezogenen Chor mit einem runden Schluss und einen Südturm, die Kirche hat eine schlichte Putzfaschengliederung und Segmentbogenfenster, der Turm hat Ecklisenen und rundbogige Schallfenster, er trägt ein Zeltdach. Die Fassade hat einen Figurennische mit einer Statue hl. Laurentius.
Das Kircheninnere zeigt ein vierjochiges Langhaus unter einer Stichkappentonne auf Gurtbögen auf Wandpfeilern mit Kämpfern und Gesims. Die Orgelempore steht auf zwei Pfeilern. Der Triumphbogen ist rundbogig. Der zweijochige Chor mit einem Dreiachtelschluss unter einer Stichkappentonne über Doppelgurten auf Pilastern.
Die Glasmalerei entstand 1930.

## Einrichtung
Die Einrichtung entstand im Anfang des 20. Jahrhunderts. Die Orgel aus 1921 mit 6 Registern stammt von Johann M. Kauffmann.